# Voloșînivka, Barîșivka
Voloșînivka (în ucraineană Волошинівка) este localitatea de reședință a comunei Voloșînivka din raionul Barîșivka, regiunea Kiev, Ucraina.

## Demografie
Componența lingvistică a localității Voloșînivka
     Ucraineană (96,28%)
     Rusă (3,46%)
     Alte limbi (0,19%)
Conform recensământului din 2001, majoritatea populației localității Voloșînivka era vorbitoare de ucraineană (96,28%), existând în minoritate și vorbitori de rusă (3,46%).